# 自証院 (新宿区)
自證院（じしょういん）は、東京都新宿区にある天台宗の寺院。

## 概要
1640年（寛永17年）に開山された。江戸幕府第3代将軍徳川家光の側室で、尾張藩の徳川光友の正室千代姫の生母であるお振の方を供養するために創建された。よって当院はお振の方を開基としている。
開山は日須で、元々は日蓮宗の寺院であったが、幕府の不受不施派禁教令により、天台宗に転宗した。
1800年（寛政12年）、尾張藩主から堂宇の寄進があった。堂宇の木材に桧の節目が多かったことから、「ふし寺」「瘤寺」とも呼ばれるようになった。
小泉八雲は1896年（明治29年）から5年間、当院門前に居宅を構えていたこともあって、当院を散策したり、住職との交流があった。八雲の葬儀は当院で営まれた。
明治末期以降、寺院経営が厳しくなったため、墓地を中野区に移転したり、土地を売却したりした。

## 交通
自證院 本院
- 曙橋駅 (都営地下鉄新宿線)より徒歩10分
- 市ヶ谷富久町停留所 (都営バス 白61系統)

自證院 墓地(宝泉寺境内墓地隣接)
- 東中野駅 (JR東日本・都営地下鉄大江戸線)より徒歩8分

### 文献
- 新宿区教育委員会 編『ガイドブック新宿区の文化財(3)（史跡 東部篇）』新宿区教育委員会、1981年
- 斎藤長秋 編「巻之四 天璣之部 鎮護山自證院」『江戸名所図会』 2巻、有朋堂書店〈有朋堂文庫〉、1927年、468,474-476頁。NDLJP:1174144/239。